# Sierra de los Ceperos
La Sierra de los Ceperos es una pequeña sierra de la Región de Murcia, al sur del término municipal de Cehegín y Bullas y al norte de las Pedanías Altas de Lorca. Su máxima altura es el Cabezo de la Bandera con 1.189 metros y pertenece a la Cordillera Bética. Esta sierra está rodeada por las sierras de Burete, Lavia y Cambrón son territorio ZEPA, así como Área de Protección de la Fauna Silvestre y Área de Sensibilidad Ecológica.

## Flora y fauna
La vegetación está dominada por el pinar de pino carrasco (Pinus halepensis), apareciendo también encinas (Quercus rotundifolia) y quejigos (Quercus faginea). El sotobosque está dominado por coscoja, romero, enebro, lentisco, diferentes especies de jara (entre las que destaca Cistus laurifolius), y diversas especies de tomillo. En las zonas de cumbre aparecen sabinares mesomediterráneos de sabina negra (Juniperus phoenicea) y comunidades de Sedum sediforme, mientras que en los barrancos encontraremos durillo, cojín de monja y jarales.
Entre la fauna que se puede avistar en Sierra de los Ceperos está la chova piquirroja, el búho real y la cabra montés. Sin olvidar que los aledaños de este relieve son zonas de pastoreo de ganado ovino y especies de caza, como el jabalí o la liebre. En los últimos años aparece también arruí, un muflón procedente del norte de África que fue introducido con fines cinegéticos en Sierra Espuña y que se ha extendido a las sierras cercanas, como es esta.